# First Love (Lee Hi)
First Love è il primo album in studio della cantante sudcoreana Lee Hi, pubblicato il 7 marzo 2013 dalla YG Entertainment.

## Tracce
L'elenco delle tracce e i crediti sono stati rivelati dalla YG Entertainment.
1. Lee Hi – Intro: Turn It Up – 1:47 (Tablo, Kush, Lydia Paek)
2. Special (feat. Jennie) – 3:56 (Tablo, Choice37, Lydia Paek)
3. It's Over – 3:52 (Masta Wu,	Rovin, Lydia Paek)
4. 짝사랑 (Jjaksarang; One-Sided Love?) – 3:54 (Sunwoo Jung-a)
5. Dream – 4:49 (REALMEEE)
6. Rose – 3:49 (Teddy, Song Baek-kyung)
7. 바보 (Babo; Fool for Love?) – 4:05 (Tablo, Q, Lydia Paek)
8. Because – 4:18 (REALMEEE)
9. Am I Strange (내가 이상해?, Naega IsanghaeLR) – 3:36 (Sunwoo Jung-a)
10. 1, 2, 3, 4 (Traccia bonus) – 3:34 (Masta Wu	Choice37, Lydia Paek)
11. Scarecrow (허수아비?) – 4:23 (Park Jin-young)

## Date di pubblicazione
| Paese         | Data           | Formato                          | Eticietta           |
| ------------- | -------------- | -------------------------------- | ------------------- |
| Corea del Sud | 7 marzo 2013   | Download digitale (EP - Parte 1) | YG Entertainment    |
| Mondo         | 7 marzo 2013   | Download digitale (EP - Parte 1) | YG Entertainment    |
| Corea del Sud | 28 marzo 2013  | Download digitale (EP - Parte 2) | YG Entertainment    |
| Mondo         | 28 marzo 2013  | Download digitale (EP - Parte 2) | YG Entertainment    |
| Corea del Sud | 2 aprile 2013  | CD (Album completo)              | YG Entertainment    |
| Taiwan        | 10 maggio 2013 | CD, CD+DVD                       | Warner Music Taiwan |